# آواز پر جبرئیل
آواز پر جبرئیل نام رساله‌ای از شهاب‌الدین سهروردی است.

## نسخ چاپ شده در خارج از ایران
متن رساله آواز پر جبرئیل توسط هانری کربن و الیزر پاول کراوس به ضمیمه شرح فارسی آن و مقدمه در زندگی سهروردی و پژوهشی درباره مطالب رساله به زبان فرانسوی در ژورنال آسیایی (Journal Asiatique) شماره ژوئیه - سپتامبر ۱۹۳۵ در پاریس به چاپ رسیده‌است.

## اقتباس
از این کتاب اقتباس هایی در قالب کتاب، نمایشنامه و ... انجام شده است. ابوتراب خسروی در کتابی با همین نام مجموعه داستان مدرن را نوشته است. کتاب آواز پر جبرئیل ابوتراب خسروی نویسنده معاصر ایرانی تمثیلی است و نام یکی از داستانها عقل سرخ است.این کتاب را نشر گمان منتشر کرده است. 
نمایشی نیز با این نام اجرا شده که نویسنده و کارگردان آن محسن معینی از کتاب سهروردی اقتباسی انجام داده است. نمایش آواز پر جبرئیل خردادماه ۱۳۹۴ اجرا شده است. 

## منبع
1. ↑  «دانلود کتاب آواز پر جبرئیل». طاقچه.
2. ↑  «نمایش «آواز پر جبرئیل» میزبان هنرمندان می‌شود». ایرن تئاتر. ۵ خرداد ۱۳۹۴. دریافت‌شده در ۸ مرداد ۱۳۹۹.

- آواز پر جبرئیل،  شیخ شهاب الدین سهروردی، انتشارات مولی، تهران: ۱۳۷۲.